# Most przy Cytadeli
Die Most przy Cytadeli, auch Most kolejowy przy Cytadeli (Brücke an der Zitadelle bzw. Eisenbahnbrücke an der Zitadelle) ist eine von zwei Warschauer Eisenbahnbrücken über die Weichsel. Die heutige Brücke wurde 1946 in Betrieb genommen, sie verläuft neben der Most Gdański, einer Doppelstockbrücke für den Straßenverkehr. An gleicher Stelle gab es verschiedene Vorgängerbrücken. Sie war die erste dauerhafte Weichselbrücke in Warschau nach dem Ende des Zweiten Weltkriegs, die wieder aufgebaut wurde.

## Lage
Die Brücke verbindet die Warschauer Stadtbezirke Śródmieście und Praga-Północ. Sie überführt am westlichen Flussufer – kommend vom Bahnhof Warszawa Gdańska – die Ulica Wybrzeże-Gdyńskie sowie die Uferpromenade Bulwar Zbigniewa Religi; am ostwärtigen Ufer überquert sie  die parallel zum Fluss verlaufende Ulica Wybrzeże Helskie (DW 801) und führt zum Bahnhof Warszawa Zoo. Ihren Namen verdankt die Brücke dem Verlauf der Eisenbahntrasse zwischen Warszawa Gdańska und der Weichsel entlang der Südseite der Warschauer Zitadelle.

## Geschichte

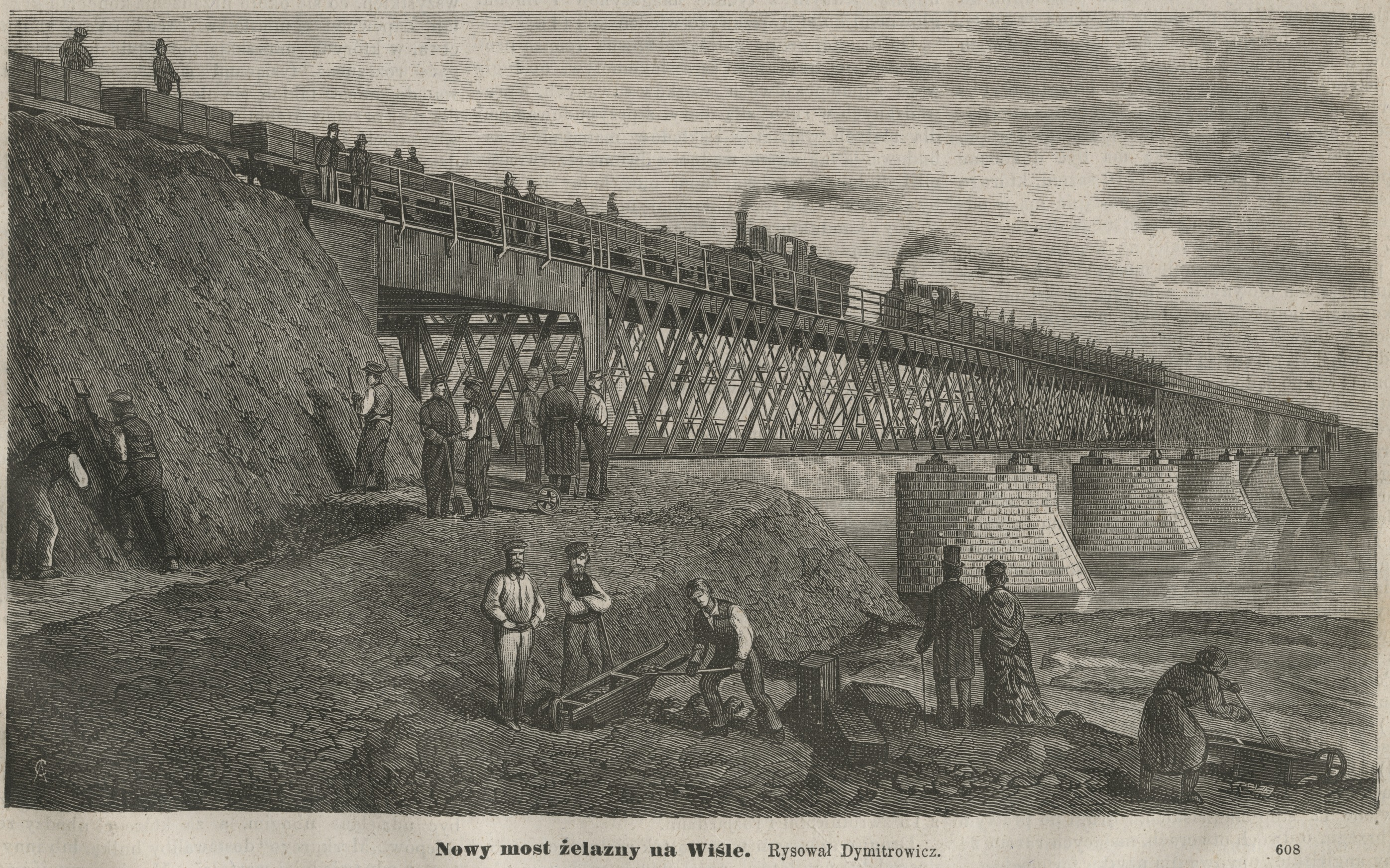
Holzschnitt von 1875

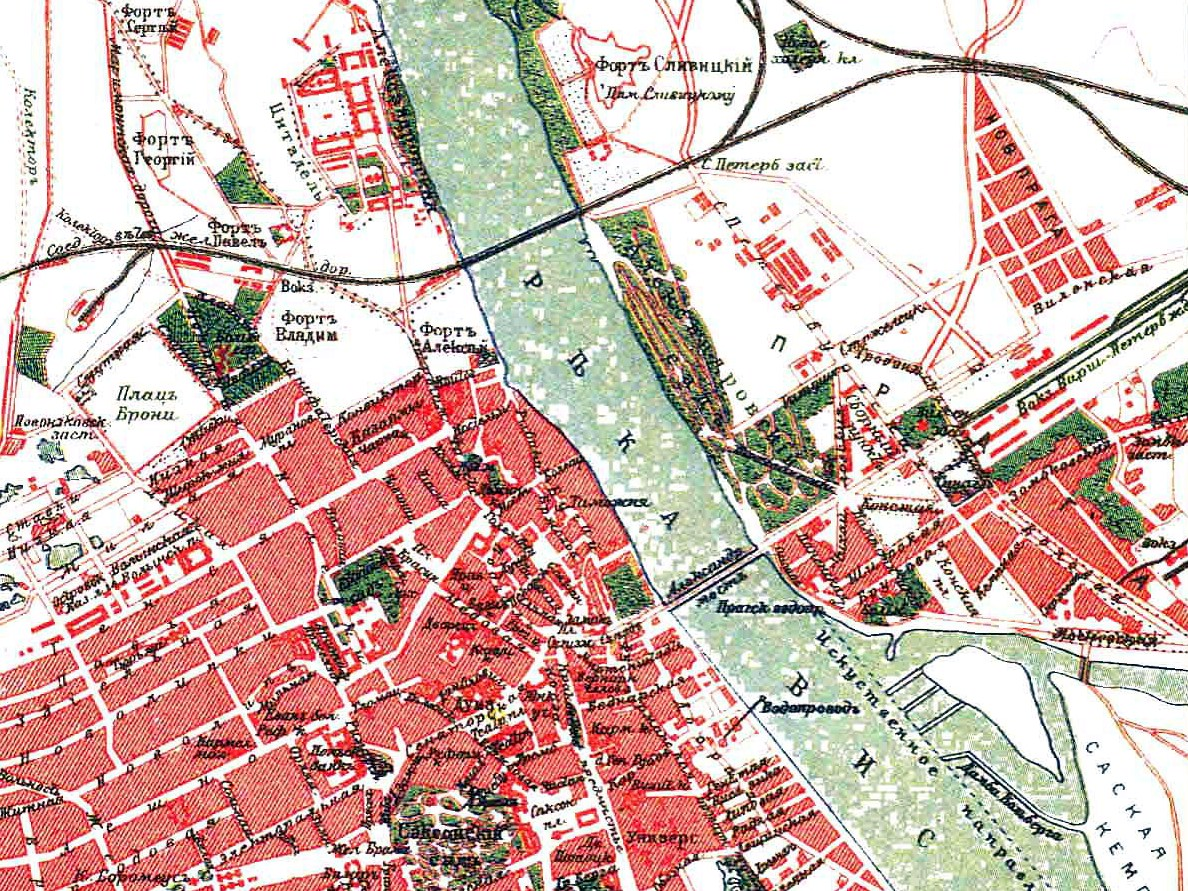
Stadtplan Warschaus mit den zwei damals existierenden Weichselbrücken (Brockhaus-Efron), um 1900. Die obere Brücke ist die einspurige Eisenbahnbrücke

Von 1873 bis 1875 wurde nahe der Zitadelle eine Brücke mit Eisenbahntrasse gebaut. Sie wurde als solche bzw. auch als Drugi Most (Zweite Brücke)  bezeichnet. Über sie wurde die Kolej Obwodowa geführt, eine Zweigstrecke der Weichselbahn in den Westen Warschaus. Die obere Ebene war für den Schienenverkehr (Eingleisbetrieb) und die untere Ebene für die Nutzung von Kraftfahrzeugen und Fußgängern vorgesehen – die dort verlaufende Straße war 3,7 Meter breit. Diese Brücke wurde am 19. Dezember 1875 in Betrieb genommen. Das Projekt stammte von Tadeusz Chrzanowski, der Bau wurde von dem Warschauer Unternehmen Lilpop, Rau und Loewenstein ausgeführt.
Dem zunehmenden Eisenbahnverkehr Rechnung tragend, wurde im August 1908 in einer Entfernung von 32 Metern eine weitere, zweigleisige und eingeschossige Eisenbahnbrücke eröffnet. Die beiden Gleise verfügten über je vier Schienen, um von Lokomotiven und Waggons der Spurweite 1435 mm und 1524 mm befahren werden zu können. Den Bau führte das Unternehmen K. Rudzki i S-ka aus.
1915 wurde diese beiden Brücken von russischen Truppen beim Rückzug aus Warschau zerstört. Nachdem die deutschen Besatzer die beiden Brückenteile im Ersten Weltkrieg schrittweise wieder aufgebaut hatten, wurden sie am 13. September 1944 erneut von deutschen Truppen bei deren Rückzug aus den Warschauer Stadtbezirken ostwärts der Weichsel gesprengt. 1959 wurde auf den erhaltenen Pfeilern der Doppelstockbrücke von 1875 die Most Gdański errichtet.
Bereits vom 18. Januar bis 8. Februar 1945 hatten sowjetische Pioniere mit Unterstützung von Zivilisten eine einspurige Eisenbahnbrücke auf Holzpfeilern neben den Ruinen der Eisenbahnbrücke von 1908 errichtet. Dieses Brückenprovisorium wurde bis März 1946 genutzt. Danach konnte der Eisenbahnverkehr über die wiedererrichtete Eisenbahnbrücke geführt werden. Diese Brücke war die erste massive Weichselbrücke in Warschau, die nach dem Ende des Zweiten Weltkriegs wieder aufgebaut wurde.
Im Jahr 2019 kam es zu einer Komplettsanierung der Brücke. Die von PKP Polskie Koleje Państwowe getragenen Kosten betrugen über 75 Mio. Złoty. Die einhergehenden Modernisierungsmaßnahmen führten zu einer Erhöhung der Maximalgeschwindigkeit von Personenzügen auf 120 km/h.